# Пуллен де Гранпре, Жозеф
Жозе́ф Клема́н Пулле́н де Гранпре́ (фр. Joseph Clément Poullain de Grandprey; 23 декабря 1744, Линьевиль — 6 февраля 1826, Транкевиль-Гро) — французский адвокат и политик-революционер; член французского конвента.
В дореволюционном 1791 году был президентом Вогезского департамента. В революционном правительстве голосовал за казнь короля, с отсрочкой. Позже он высказался за изгнание Марата и был причислен к подозрительным лицам, но ускользнул от осуждения.
После падения Робеспьера он подавлял восстания роялистов в Лионе и соседних департаментах. В советах старейшин и пятисот энергично отстаивал республиканские учреждения.
После переворота 18 брюмера Пуллен должен был спасаться от преследований Бонапарта. С 1800 года состоял президентом гражданского суда. Член палаты представителей во время Ста дней, Пуллен был изгнан как цареубийца в 1816 году, но через два года возвратился во Францию.